# Santa Giustina (Rimini)
Santa Giustina è una frazione del comune di Rimini, situata sulla via Emilia.

## Geografia
Santa Giustina sorge a 7,5 km ad ovest di Rimini.

## Storia
Domenica 22 maggio 1921, una colonna di fascisti bolognesi, di ritorno dai funerali dello squadrista riminese Luigi Platania, apre il fuoco sulla folla radunata davanti alla chiesa per la festa del Corpus Domini. Resta ucciso Ferdinando Samuelli Amati, 40 anni, sposato e padre di quattro figli. Nei giorni successivi muoiono all'ospedale Pierino Vannoni, 18 anni e Salvatore Sarti, 42enne di San Lorenzo in Monte.

## Monumenti e luoghi d'interesse

### Architetture religiose
- Chiesa di Santa Giustina: L'esistenza di una chiesa è attestata già da una bolla di papa Lucio II datata 1114; non è chiaro dove si trovasse con precisione, mentre sono note le caratteristiche di un secondo edificio religioso distrutto durante la seconda guerra mondiale. La chiesa attuale fu ricostruita tra il 1944 e il 1963[3]. Sul sagrato della chiesa è presente una pietra miliare di età romana che indica la distanza di cinque miglia da Rimini[4].

## Società
La frazione conta 2 769 abitanti.

### Etnie e minoranze straniere
A Santa Giustina sono residenti 225 cittadini stranieri
- Europa: 131
- Africa: 48
- Americhe: 16
- Asia: 30

## Infrastrutture e trasporti
A Santa Giustina c'è un impianto di depurazione che raccoglie i liquami di tutto il territorio riminese. È uno dei più grandi d'Europa ed è stato recentemente ammodernato; i lavori si sono conclusi il 23 giugno 2015.